# Plan Marta
El Plan Marta fue un acuerdo migratorio firmado por los gobiernos español y australiano mediante el que unas 800 mujeres españolas, sobre todo del País Vasco y Galicia, menores de 35 años, solteras y católicas, viajaron a Australia entre 1960 y 1963. La historia se recoge en el documental El avión de las novias (2023).

## El Plan Marta u Operación Marta
El Plan Marta (también conocido como Operación Marta) fue un acuerdo informal firmado entre los gobiernos español y australiano en 1957, diseñado para llevar mujeres españolas, católicas y solteras a Australia como parte de las extensas iniciativas de inmigración a este país posteriores a la Segunda Guerra Mundial. Ese mismo año, el Instituto Español de Emigración desplegó las operaciones Bisonte y Alce con destino Canadá, en las que envió unas trescientas personas, sobre todo de Galicia para trabajar en granjas y empresas ferroviarias.
Se denomina como acuerdo "informal" debido a que en aquel momento no existían relaciones diplomáticas formales entre ambos países. El acuerdo fue promovido por monseñor George Crennan, director nacional del Comité Federal Católico de Inmigración, quien quería aumentar la población católica australiana, que estaba en minoría en relación a la protestante.
Esta operación venía a completar una anterior, la Operación Canguro, que promovió la emigración de hombres españoles a Australia a partir de 1958, sobre todo para trabajar en el corte de caña de azúcar.El primer contingente estuvo formado mayoritariamente por vascos, quienes ya contaban con una comunidad establecida en Queensland. A la Operación Canguro le siguieron la Operación Eucalipto (1959) y la Operación Emú (1960). Algunos de aquellos migrantes viajaron con sus esposas, pero muchos de los que fueron siendo solteros no consiguieron encontrar pareja. Estos trabajadores se sentían muy solos y empezaron a solicitar repatriaciones, para evitarlas los gobiernos planearon enviar mujeres. Algunos autores han relacionado los suicidios de estos migrantes con la soledad por no haber encontrado pareja.
La denominación del plan tiene connotaciones religiosas, ya que el nombre Marta hace referencia a Marta de Betania, un personaje bíblico. Hermana de Lázaro y María de Betania, aparece en los evangelios de Lucas y Juan. Fue con Jesús al Calvario. Marta era la que lavaba, recogía y hacía las tareas del hogar. Las sirvientas de la novela de Margaret Atwood El cuento de la criada y de la serie de televisión del mismo nombre también se llaman Marthas.

## El descubrimiento
En la década de los 90, mientras estaba en Australia elaborando una tesis sobre la migración española a ese país, Natalia Ortiz Ceberio, profesora e investigadora de la Universidad de Nueva Gales del Sur, encontró un libro de Ignacio García sobre los españoles que habían ido a cortar caña a finales de los años 50 y en él se mencionaba el Plan Marta. Contactó con el autor y a pesar de las dificultades para encontrar a las mujeres, debido a su edad, durante seis años se dedicó a buscarlas. Otra autora, Gloria Totoricagüena, había escrito sobre la diáspora vasca en Australia y ella también mencionaba a las Martas. Según Ortiz, lo más difícil fue encontrar a una de las Martas del primer avión, después unas le dieron el contacto de otras.

## Investigación
El trabajo de investigación fue complejo debido a que la Iglesia católica y el gobierno australiano se negaban a dar los nombres de las mujeres que habían migrado dentro del plan Marta. Aun así, la investigación realizada por Natalia Ortiz y Javier Castro logró identificar el número y fecha de los vuelos, un total de trece vuelos entre 1960 y 1963, con aproximadamente 800 mujeres.

### Los grupos
El primer grupo de Martas estuvo formado por 18 jóvenes españolas y llegó a Melbourne (Victoria), concretamente al Aeropuerto de Melbourne, el 10 de marzo de 1960. El viaje de ida en avión era gratuito, pero si querían regresar antes de dos años tenían que devolver el dinero, además de tener que pagar el vuelo de regreso, lo que suponía años de trabajo y hacía que les resultara difícil regresar.
Al aeropuerto de Melbourne llegaron 7 grupos:
- 10 de marzo de 1960: 18 mujeres jóvenes.[11][12]
- 10 de junio de 1960: 23 mujeres jóvenes.
- 17 de diciembre de 1960: 23 mujeres jóvenes.
- 13 de marzo de 1961: 60 mujeres jóvenes.[13][14]
- 14 de junio de 1961: 57 mujeres jóvenes.
- 24 de junio de 1961: 64 mujeres jóvenes.
- 2 de febrero de 1963: 60 mujeres jóvenes.

Ortiz logró recabar 120 testimonios y aún continúa recibiendo información de aquellas "Martas" y de sus descendientes. Los resultados de la investigación fueron publicados en el libro El Plan Marta (1960-1963). Además, se ha realizado un documental titulado El avión de las novias (2023).
La Iglesia católica reclutó a las jóvenes mediante propaganda, tanto en las parroquias como a través de publicaciones religiosas. Antes de ir a Australia las llevaron a Madrid para 'formarse' en un convento de Alcobendas, donde fueron formadas en cocina, uso de electrodomésticos, un poco de inglés, comportamiento y "valores cristianos". Las responsables de esta preparación fueron las mujeres de Acción Católica que utilizaban el Manual de la servidora doméstica como guía formativa.
Las mujeres firmaron un contrato de trabajo por dos años, en principio para hacer tareas domésticas para familias en Australia. Les dijeron que podían regresar al cabo de dos años.
Hasta llegar a Australia estuvieron todas juntas y a gusto, todo era nuevo para ellas. Pero cuando llegaron a Australia, fueron separadas, unas a una punta de Sídney y otras a la otra punta. No las obligaron, pero se aprovecharon de la situación, de su soledad. Procedían de pueblos pequeños, no hablaban el idioma local, no entendían nada.

### Casar españolas con españoles
Fue un plan ideado por el régimen franquista y el Gobierno australiano, y apoyado por la Iglesia católica. Australia quería repoblar el país después de la II Guerra Mundial con personas católicas. La idea era que fueran mujeres solteras, no mayores de 35 años para que pudieran procrear, que fueran muy devotas y con una educación limitada para no comprender bien lo que firmaban y no se cuestionaran la situación. El gobierno australiano no quería que las extranjeras y extranjeros se mezclaran con la población australiana.
Según Ortiz las experiencias de las Martas fueron muy variadas. Algunas iban con el objetivo de encontrar novio y casarse, pero la mayoría pensaba que iría a trabajar dos años y luego regresaría.
Las chicas del plan Marta y los chicos del plan Canguro se reunían en los sermones dados en castellano en la iglesia y en los bailes que la propia iglesia les organizaba. Las bodas se organizaron de forma sencilla, tanto ellas como ellos estaban solos. Muchas de las Martas se casaron con cortadores de caña, pero también con pastores y albañiles.

## Noticias falsas
En marzo de 1963 el Sydney Sun Herald, el Canberra Times, Sydney Morning Herald publicaron noticias falsas sobre las Martas, diciendo que trabajaban desnudas.
Según informó el Sydney Morning Herald, el 5 de marzo de 1963, el Cónsul General de España en Australia, José Luis Díaz, se desplazó a Mildura, donde supuestamente habían ocurrido los hechos. Junto con dos agentes de policía de Merbein, inspeccionaron varios viñedos del distrito. Díaz confirmó que todas las mujeres implicadas estaban "vistiendo mucha ropa a la manera tradicional española", y que estaba absolutamente convencido de que "el informe sobre las mujeres españolas desnudas no era veraz".

## La vida en Australia

### Clubs sociales
El plan funcionó, muchas se casaron muy rápido y tuvieron varios hijos e hijas. Los hombres tenían más vida social, pero ellas se quedaban en casa y en general no aprendían inglés. Para evitar el aislamiento, algunas mujeres fundaron clubes sociales como el club español de Sídney y del de Melbourne. Unos años más tarde se fundaron también el Gure Txoko.

## Reconocimientos
- El 10 de marzo de 2023, en el 60 aniversario del primer vuelo de Martas, estas mujeres fueron homenajeadas en el salón de plenos del ayuntamiento de Guernica, Vizcaya. Participaron en el acto siete de las mujeres, residentes en Guernica, Pamplona y Guecho. También estuvieron presentes José Julio Rodríguez Hernández, subdirector general de Políticas Españolas de Retorno y Ciudadanía; Gorka Álvarez Aramburu, director de la Comunidad Vasca en el Exterior en Lakua; José María Gorroño, alcalde de Guernica; y representantes de la Asociación Boomerang Australia y de la Asociación Vasca Australiana.[9][26]
- Se realizaron homenajes similares en las ciudades australianas de Sídney, Melbourne, Perth y Canberra. Allí las autoridades españolas entregaron diplomas y cartas a un centenar de inmigrantes o a sus descendientes.[9]

## En la literatura
La escritora Celia Santos ha publicado El país del atardecer dorado (2024), una novela en la que aborda la emigración a Australia de Elisa, una "Marta" ficticia. Esta autora ya abordó el tema de la migración femenina en otra novela, La maleta de Ana, ubicada en Alemania.